# Violaine Bérot
Pour les articles homonymes, voir Bérot.
Violaine Bérot est une écrivaine française, née le 16 juin 1967 à Bagnères-de-Bigorre, dans les Hautes-Pyrénées, en France,.

## Biographie
Violaine Bérot est la fille de Marcellin Bérot, montagnard enraciné dans les Pyrénées et auteur de plusieurs ouvrages sur les Pyrénées, et de Marie-Claude Bérot, puéricultrice et autrice de livres jeunesse.
Elle fait des études à l'université de Toulouse, où elle obtient en 1987 une licence de philosophie, puis en 1991 devient ingénieur en informatique. Elle est formatrice et consultante en informatique à Toulouse, puis éleveuse de chèvres en Couserans.
En 1994, elle publie son premier roman, Jehanne. Dans Léo et Lola paru en 1996, elle aborde le thème de l'inceste. En 1999, avec Tout pour Titou, elle « écrit un roman d'une rare noirceur », selon Claude Mesplède. Notre père qui êtes odieux, publié en 2000, est un roman de la série du Poulpe qui se déroule dans les Pyrénées de son enfance.
Dans Pas moins que lui, publié en 2013, elle analyse les vingt ans d'attente de Pénélope. Des mots jamais dits, paru en 2015, raconte de sa naissance à l'âge adulte l'itinéraire de vie d'une femme dont la place familiale est étrange, son rôle d'aînée lui faisant jouer celui de mère. Nue, sous la lune paru en 2017, raconte la terrible force de l'emprise amoureuse et jusqu'où peut conduire la violence psychologique dans un couple. Tombée des nues, paru en 2018, traite du déni de grossesse par les voix mêlées de sept personnages, en proposant au lecteur deux possibilités de lecture.
« Ses sujets puisent dans l’intime. Violaine Bérot explore les douleurs impossibles à dire, les liens de famille, la fratrie, la relation mère-enfant », selon Anne Pitteloud.
En 2023, elle intervient au lycée du Couserans à Saint-Girons lors du projet Résidence d'auteur à l'école.

## Publications
- 1994 : Jehanne, Éditions Denoël •  (ISBN 2-207-24326-5), rééd. Éditions Lunatique, 2014  (ISBN 979-10-90424-27-2)
- 1996 : Léo et Lola, Éditions Denoël •  (ISBN 2-207-24476-8)
- 1999 : Tout pour Titou, Éditions Zulma •  (ISBN 2-84304-080-9), rééd. Éditions Lunatique, 2013  (ISBN 979-10-90424-16-6)
- 2000 : Notre père qui êtes odieux, Éditions Baleine •  (ISBN 2-84219-281-8), rééd. Éditions Cairn, 2014  (ISBN 978-2-35068-319-5)
- 2006 : L'Ours : les raisons de la colère, Éditions Cairn •  (ISBN 978-2-35068-061-3)
- 2013 : Pas moins que lui, Éditions Lunatique •  (ISBN 979-1-090424-17-3)
- 2015 : Des mots jamais dits, Éditions Buchet/Chastel •  (ISBN 978-2-283-02873-5)
- 2017 : Nue, sous la lune, Éditions Buchet/Chastel •  (ISBN 978-2-283-02991-6)
- 2018 : Tombée des nues, Éditions Buchet Chastel
- 2021 : Comme des bêtes, Éditions Buchet Chastel [7]
- 2022 : C'est plus beau là-bas, Éditions Buchet Chastel
- 2023 : Nuits de noces : poèmes, 89 p., éditions La Contre-allée